# Berlinersches Mikrophon
Das Berlinersche Mikrophon ist ein Mikrofon, das nach seinem Erfinder Emil Berliner benannt ist.

## Funktionsweise

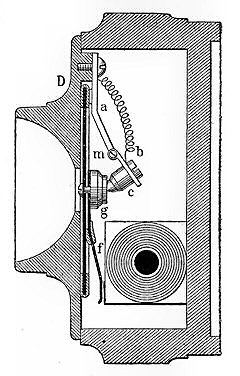
Berlinersches Mikrophon (Querschnitt)

Bei dem Berlinerschen Mikrophon ist ein fester Kohlenkontakt g in der Mitte einer mit einem Gummiring umgebenen Membran m aufgeschraubt, während ein zweites Kohlenstückchen c an einem zwischen zwei Schraubenspitzen drehbaren Arm a pendelartig hängt und durch sein eignes Gewicht auf das Kohlenstück g drückt.
Die Membran wird nur an der oberen Seite gegen den Deckel D des Gehäuses festgeklemmt, während sie beim Schließen des Deckels in der Mitte durch eine mit Kautschuk überzogene Feder f gedämpft wird.
Zur Erzielung einer sicher leitenden Verbindung zwischen dem Arm a und dem im Scharnier aufgehängten Kohlenkontakt ist an dem Arm einerseits und der Befestigungsschraube des Kohlenstückchens andererseits eine leichte Drahtspirale eingeklemmt. Die Wirkungsweise des Apparats ist dieselbe wie bei dem Mikrophon von Blake.

## Andere Fernsprechmikrofone
- Hughes Mikrophon
- Mikrophon von Ader